# Kefermarkts altartavla

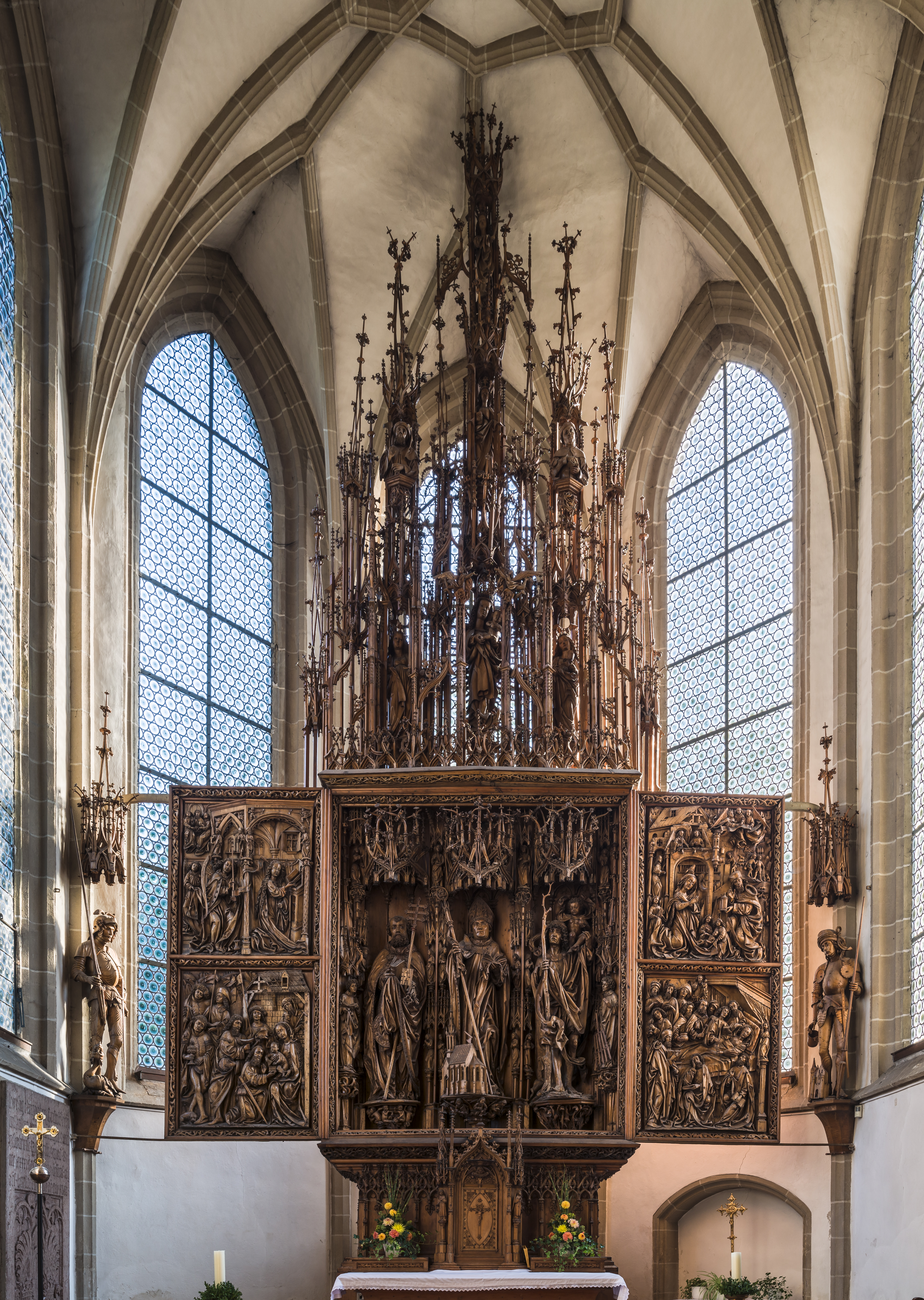
Kefermarkts altartavla.

Kefermarkts altartavla (tyska: Kefermarkter Flügelaltar) är en altartavla i sengotisk stil i församlingskyrkan i kommunen Kefermarkt i Oberösterreich. Den beställdes av riddaren Christoph von Zellking och blev färdig runt år 1497.

## Utformning
Den rikt dekorerade altartavlan i trä föreställer helgonen Petrus, Wolfgang av Regensburg och Kristoffer. Sidopanelerna visar scener från Jungfru Marias liv och altartavlan har även en intrikat överbyggnad och två sidofigurer som föreställer helgonen Göran och Florian. Skulptörens identitet är okänd, men huvudstatyerna är skapade av åtminstone två skickliga skulptörer.

## Historik
Genom århundradena har altartavlan förändrats och förlorat sin originalfärg och förgyllning. En omfattande restaurering företogs under 1800-talet under ledning av författaren Adalbert Stifter. Altartavlan har beskrivits som "en av de största bedrifterna i senmedeltida skulpturer i det tysktalande området".